# Sathon
Sathon o Sathorn (en tailandés: สาทร, pronunciado [sǎː.tʰɔ̄ːn]) es uno de los cincuenta distritos (khet) de Bangkok (Tailandia). Está rodeado por otros seis distritos (en el sentido de las agujas del reloj desde el norte): Bang Rak, Pathum Wan, Khlong Toei, Yan Nawa, Bang Kho Laem y Khlong San (al otro lado del río Chao Phraya).

## Historia
Antiguamente, el distrito de Sathon formaba parte de Yan Nawa. Debido a la gran superficie y población de este distrito, el 9 de marzo de 1989 se creó una sucursal de la oficina del distrito de Yan Nawa para servir a la población de tres de sus subdistritos (khwaeng). Posteriormente, el 9 de noviembre de 1989, se fundó el distrito de Sathon heredando la superficie servida antiguamente por esta sucursal.
El distrito debe su nombre al Khlong Sathon y a la Sathon Road. Khlong Sathon, el más antiguo de los dos, es un canal (khlong) para el transporte público excavado por una empresa china. Posteriormente, el rey Chulalongkorn concedió el título de Luang Sathon Racha Yut (หลวงสาทรราชายุตก์) a su propietario por su logro. Su antigua residencia es actualmente la Mansión Sathon, en el distrito de Bang Rak. Posteriormente, a ambos lados del canal se trazó una avenida llamada Sathon Road. Durante mucho tiempo se usó una grafía tailandesa incorrecta de Sathon (สาธร), pero fue corregida en abril de 1999.
La Sathon Road constituye el límite norte del distrito. Sus calzada sur pertenece al distrito de Sathon, mientras que su calzada norte, al otro lado del Canal de Sathon, pertenece al distrito de Bang Rak. A lo largo de esta calle se encuentran numerosos hoteles de lujo, el famoso Edificio Robot, el Hospital de San Luis (junto con la iglesia y el colegio homónimos) y la nunciatura apostólica de la Santa Sede.

## Administración y economía
El distrito está dividido en tres subdistritos (khwaeng):
1. Thung Wat Don (ทุ่งวัดดอน).
2. Yan Nawa (ยานนาวา).
3. Thung Maha Mek (ทุ่งมหาเมฆ)

El Departamento de Aeropuertos de Tailandia tiene su sede en Sathon, al igual que su predecesor, el Departamento de Aviación Civil. También tienen su sede en el distrito la Radio Aeronáutica de Tailandia (AEROTHAI) y la Bangkok Dock Company, ambas empresas públicas dependientes del Ministerio de Transporte.
Nok Air tiene su oficina central en el Rajanakarn Building en Yan Nawa, Sathon.

## Templos
Wat Yannawa (วัดยานนาวา), un templo que data del Reino de Ayutthaya, es probablemente el templo más conocido de Sathon. Tiene una distintiva estupa con forma de junco y un vihara construido por Rama III. La idea que motivó su construcción era que el junco chino estaba desapareciendo rápidamente y la estupa debía mostrar cómo era para la posteridad. Este templo fue conocido como Wat Kok Khwai (วัดคอกควาย) durante la época Ayutthaya y Wat Kok Krabue (วัดคอกกระบือ) durante la época de Thonburi y los primeros años de la época de Bangkok, antes de la construcción de la estupa.
Wat Don (วัดดอน) fue construido en 1797, durante el reinado de Rama I, por inmigrantes procedentes de Tavoy (Birmania). El nombre Wat Don también es conocido por el cercano cementerio homónimo, que alberga los restos de personas de origen chino. Antiguamente, se rumoreaba que era un lugar encantado. Junto al cementerio está Wat Prok (วัดปรก), un templo budista de estilo mon.
Wat Vishnu (วัดวิษณุ) es uno de los templos hinduistas más antiguos y más importantes de Bangkok, junto con el Templo Sri Mahamariamman en Bang Rak y Devasathan en Phra Nakhon. Es un templo visnuista fundado en 1920, considerado el único consagrado a todos los principales dioses hinduistas, que se encuentra en el mismo callejón que Wat Prok.
La iglesia de San Luis, conocida localmente como Wat Saint Louis (วัดเซนต์หลุยส์), es la única iglesia católica de Sathon, situada en la Sathon Road. Está dedicada a san Luis.
San Chao Mae Brahma Met (ศาลเจ้าแม่พรหมเมศ) es un templo chino teochew situado en la Charoen Krung Road, cerca del Puente de Sathon y Wat Yannawa. Originalmente se encontraba en la desembocadura del Canal de Sathon, pero posteriormente, cuando se construyó el Puente de Sathon, se trasladó a su ubicación actual. Junto al templo está Soi Wanglee (ซอยหวั่งหลี), una comunidad tradicional situada en medio del distrito comercial desde la época del junco chino hasta la de los barcos de vapor. Originalmente, esta zona estaba repleta de muelles, molinos de arroz y también albergaba un puerto chino que transportaba bienes y pasajeros a Singapur, Hong Kong, Shantou, Hainan, etc. Durante el reinado de Chulalongkorn todos ellos eran consorcios de empresarios chinos y tailandeses, pero posteriormente tuvieron conflictos y fueron vendidos a la familia Wanglee.

## Misiones diplomáticas

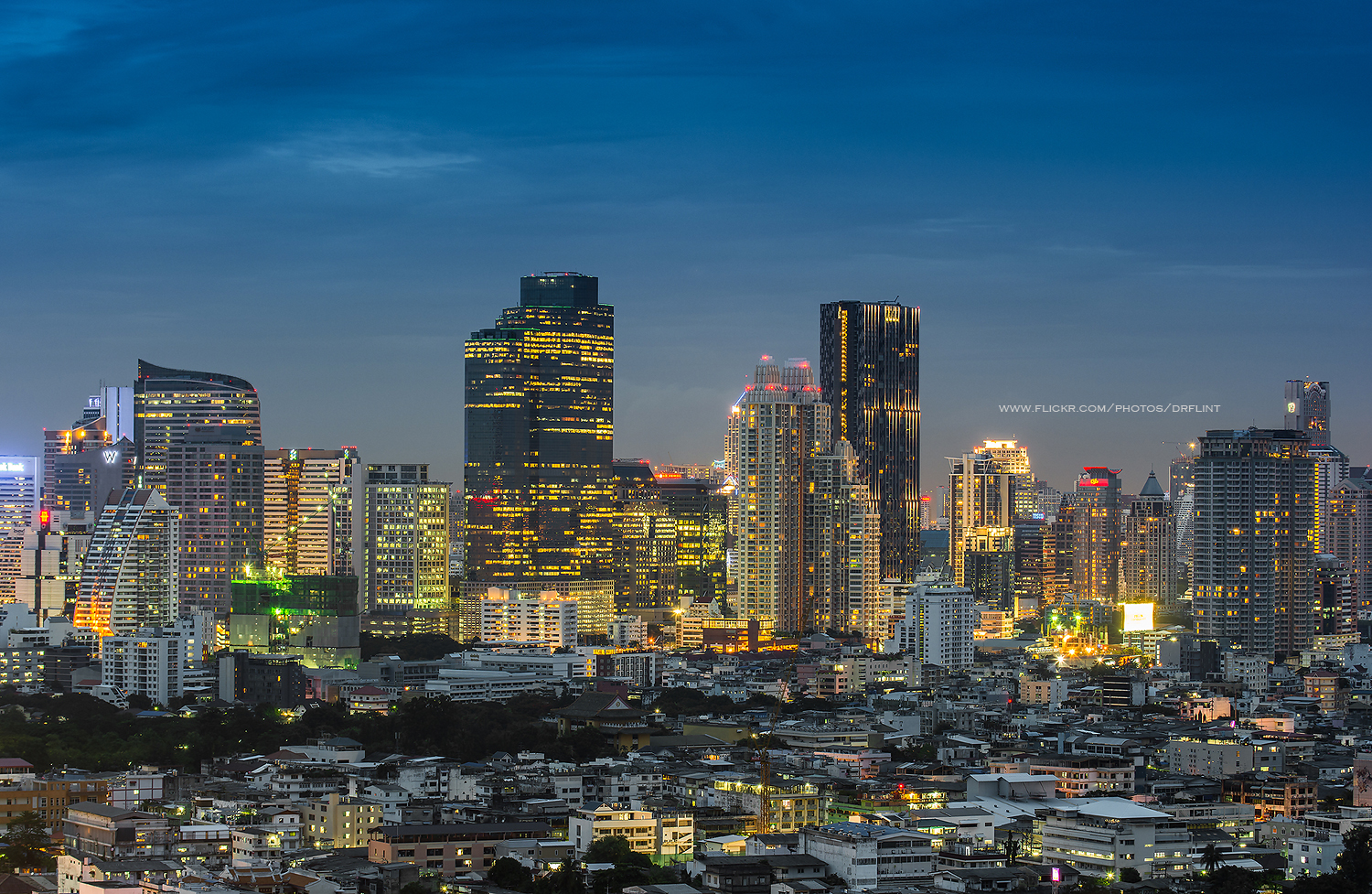
El skyline de Sathon al anochecer.

Las siguientes misiones diplomáticas tienen su sede en Sathon:
- Embajada de Alemania
- Embajada de Austria
- Embajada de Brasil
- Embajada de Dinamarca
- Embajada de Eslovaquia
- Embajada de Luxemburgo
- Embajada de Malasia
- Embajada de Marruecos
- Embajada de México
- Embajada de Panamá
- Embajada del Reino Unido
- Nunciatura apostólica de la Santa Sede
- Embajada de Singapur